# Flötgröt
Flötgröt (flautgröt) är en lokal matspecialitet i Härjedalen och Jämtland, och tillika en del i Härjedalens landskapsrätt (Stekt röding med flötgröt i messmörsås). Namnet kommer av ordet flöt eller flöter som är ett gammalt lokalt uttryck för grädde och är känt från mitten av 1700-talet.
Flötgröten kokas på grädde och vetemjöl, med något mjölk eller vatten och salt, och ätes numer traditionellt vid högtider såsom Olsmäss eller Olofsmässan, samt vid diverse hembygdsevenemang. Flötgröten har sitt ursprung i fäbodväsendet, och serveras oftast med mjölk, socker, kanel och tunnbröd.